# サイスター
サイスター・コーポレイション（Psystar Corporation）は、フロリダ州マイアミのドラル（w:Doral, Florida）に本部を置く電気機器メーカーである。Mac OS X v10.5の非ライセンスのクローン製品であるOpen Computer（旧称Open Mac）を販売していたが、2008年7月にAppleにEULA違反をしているとして著作権侵害で訴えられた。
2009年5月21日にサイスターはチャプター11の申請をした。2009年12月1日、サイスターはアップルに対し著作権侵害を認め損害賠償と弁護士費用として合計267万5,000ドルを支払う条件で和解に至った。これを受け、Open ComputerおよびOpen Servは販売が中止されている。

## 製品
- Open Computer
- Open Serv